# راندي إيدلمان
راندي إيدلمان (بالإنجليزية: Randy Edelman)‏ هو مؤلف موسيقى تصويرية وموسيقي ومغني وملحن وكاتب أغاني أمريكي، ولد في 10 يونيو 1947 في باترسون في الولايات المتحدة.

## وصلات خارجية
- الموقع الرسمي
- راندي إيدلمان على موقع IMDb (الإنجليزية)
- راندي إيدلمان على موقع ميوزك برينز (الإنجليزية)
- راندي إيدلمان على موقع بوكس أوفيس موجو (الإنجليزية)
- راندي إيدلمان على موقع أول ميوزيك (الإنجليزية)
- راندي إيدلمان على موقع ديسكوغز (الإنجليزية)
- راندي إيدلمان على موقع قاعدة بيانات الفيلم (الإنجليزية)